# Opistognathus gilberti
Opistognathus gilberti är en fiskart som beskrevs av Böhlke, 1967. Opistognathus gilberti ingår i släktet Opistognathus och familjen Opistognathidae. Inga underarter finns listade i Catalogue of Life.